# Presidential Cup Bowl
Le Presidential Cup Bowl (aussi dénommé le Presidential Cup Game) était un match de football américain de niveau universitaire organisé sous l'égide de la NCAA après la saison régulière de 1950.
Il s'est déroulé le 9 décembre 1950 au Byrd Stadium de College Park dans le Maryland aux États-Unis.
Il a opposé les équipes de Texas A&M et de Georgia.
Le match ne déplaça que 12 245 spectateurs ce qui peut expliquer qu'il n'y eu qu'une seule édition.

## Le match
Les Aggies, représentants la SWC, étaient coachés par Harry Stiteler et présentaient un bilan en saison régulière de 6 victoires (contre Nevada, Texas Tech, VMI (Virginia Military Institute), TCU, Arkansas, et SMU pour 4 défaites (contre Oklahoma, Baylor, Rice, et Texas). Les Aggies participaient à leur second bowl de leur histoire après la défaite lors de l'Orange Bowl de 1944 (19 à 14) contre LSU. Lors de ses deux premières saisons comme coach des Aggies, les bilans de Stiteler n'étaient pas très bons ( 0-9-1 et 1-8-1). La saison 1950 fut donc nettement meilleur mais malgré la victoire lors du bowl, son mandat ne sera pas renouvelé à la tête de l'équipe. Il ne coachera d'ailleurs plus d'équipe de haut niveau universitaire par la suite.
Les Bulldogs, représentants la SEC, quant à eux étaient coachés par Wally Butt et présentaient un bilan en saison régulière de 6 victoires (contre Maryland, Mississippi State, Boston College, Florida, Auburn, et Furman), 3 nuls (contre  Saint Mary's College, North Carolina, et LSU) et 2 défaites (14 à 7 contre Alabama, et 7 à 0 contre Georgia Tech). L'université participait à son 7e bowl d'après saison. Il se terminera sur une première défaite lors d'un bowl joué en décembre.

## Évolution du score[7]
| Quart-temps | 1  | 2  | 3 | 4  | Total |
| ----------- | -- | -- | - | -- | ----- |
| Georgia     | 0  | 0  | 7 | 13 | 20    |
| Texas A&M   | 20 | 13 | 7 | 0  | 40    |

| Évolution du score du PRESIDENTIAL CUP BOWL |                              | |     |    |
| QT                                          | Équipe                       | Description de l'action                                                                                      | A&M | GU |
| 1                                           | A&M                          | TD par RB Bob Smith à la suite d'un retour de kickoff de 100 yards + 1 point de conversion par kicker Hooper | 7   | 0  |
| 1                                           | A&M                          | TD par RB Glenn Lippman à la suite d'une course de 2 yards mais la conversion est manquée                    | 13  | 0  |
| 1                                           | A&M                          | TD par RB Bob Smith à la suite d'une course de 81 yards + 1 point de conversion par kicker Hooper            | 20  | 0  |
| 2                                           | A&M                          | TD par HB Billy Tidwell à la suite d'une course de 6 yards + 1 point de conversion par kicker Hooper         | 27  | 0  |
| 2                                           | A&M                          | TD par HB Billy Tidwell à la suite d'une course de 6 yards mais la conversion est manquée                    | 33  | 0  |
| 3                                           | A&M                          | TD par HB Billy Tidwell à la suite d'une course de 36 yards + 1 point de conversion par kicker Hooper        | 40  | 0  |
| 3                                           | GU                           | TD par RB Zippy Morocco à la suite d'une course de 30 yards + 1 point de conversion par kicker Durand        | 40  | 7  |
| 4                                           | GU                           | TD par RB Zippy Morocco à la suite d'un retour de punt de 65 yards + 1 point de conversion par kicker Durand | 40  | 14 |
| 4                                           | GU                           | TD par RB Lauren Hargrove à la suite d'une course de 1 yard mais la conversion est manquée                   | 40  | 20 |
| "TDP" = temps de possession.                | "TDP" = temps de possession. | "TDP" = temps de possession.                                                                                 | 40  | 20 |